# Quinta da Beloura
A Quinta da Beloura designa um lugar da freguesia de São Pedro de Penaferrim, Município de Sintra (Portugal) adjacente aos lugares do Linhó e da Abrunheira. De povoação recente (meados dos anos 1990 do século XX) nasceu de uma urbanização construída de raiz, à volta de um campo de golfe, e com cerca de 90 hectares.